# Nephrotoma flavonota
Nephrotoma flavonota är en tvåvingeart som först beskrevs av Alexander 1914.  Nephrotoma flavonota ingår i släktet Nephrotoma och familjen storharkrankar. Inga underarter finns listade i Catalogue of Life.